# Animais Noturnos
Nocturnal Animals (bra/prt: Animais Noturnos) é um filme estadunidense de 2016, dos gêneros drama e suspense, escrito, coproduzido e dirigido por Tom Ford, com roteiro baseado no romance Tony and Susan (1993), de Austin Wright. 
O filme foi indicado ao Leão de Ouro na 73ª edição do Festival de Veneza, conquistando o Grande Prêmio do Júri.

## Elenco
- Amy Adams como Susan Morrow
- Jake Gyllenhaal como Edward Sheffield / Tony Hastings
- Michael Shannon como detetive Bobby Andes
- Aaron Taylor-Johnson como Ray Marcus
- Isla Fisher como Laura Hastings
- Armie Hammer como Hutton Morrow
- Laura Linney como Anne Sutton
- Andrea Riseborough como Alessia Holt
- Michael Sheen como Carlos Holt
- Ellie Bamber como India Hastings
- Robert Aramayo como Turk
- Kristin Bauer van Straten como Samantha Van Helsing
- Karl Glusman como Lou
- Jena Malone como Sage Ross
- Zawe Ashton como Alex

## Produção
Em 24 de março de 2015, a Smoke House Pictures, produtora fundada por George Clooney e Grant Heslov, anunciou que produziria Animais Noturnos, um terror baseado no romance de 1993, Tony e Susan, escrito por Austin Wright. Tom Ford foi selecionado para dirigir o filme baseado em seu próprio roteiro. No dia seguinte, Jake Gyllenhaal foi selecionado como protagonista, enquanto que Amy Adams estava em negociações para o papel de Susan. Joaquin Phoenix e Aaron Taylor-Johnson também foram consultados. Os direitos de distribuição do filme foram adquiridos pela Focus Features em 17 de maio de 2015, enquanto a Universal Pictures ficou responsável pela distribuição internacional. A produção consistiu em um orçamento de um pouco mais de 20 milhões de dólares, tornando o filme com o maior investimento do Festival de Cinema de Cannes de 2015. Em 6 de agosto e 2015, Taylor-Johnson foi confirmado para um papel misterioso, que representa uma ameaça para Gyllenhaal Tony, personagem da família. Michael Shannon também foi adicionado ao elenco, interpretando um detetive que investiga o violento incidente. Em 28 de agosto de 2015, Armie Hammer também se juntou ao elenco do filme, interpretando Walker Morrow, marido da personagem de Amy Adams. Em 9 de setembro de 2015, Isla Fisher se juntou ao elenco do filme, interpretando Laura Hastings, esposa de Tony. Em 18 de setembro de 2015, Ellie Bamber foi confirmada como a filha de Tony. Em 30 de setembro de 2015, Robert Aramayo foi adicionado ao elenco. Em 5 de outubro de 2015, Karl Glusman assinou um contrato para estrelar o filme. Em 8 de outubro de 2015, Pedro Nyong também integrou o elenco.
As filmagens do filme começaram em 5 de outubro de 2015, e foram realizadas em Los Angeles, Califórnia. Encerrando em 5 de dezembro de 2015.

## Lançamento
Animais Noturnos teve a sua estreia mundial no Festival de Cinema de Veneza em 2 de setembro de 2016.
O filme também foi exibido no Festival Internacional de Toronto em 9 de setembro de 2016, e no Festival de BFI de Londres no dia 14 de outubro de 2016.

## Recepção

### Resposta da crítica
Nocturnal Animals recebeu críticas positivas por parte da crítica especializada, após a sua estreia no Festival de Veneza, as atuações de Adams, Gyllenhaal, Shannon, Taylor-Johnson e Linney foram elogiadas. No Rotten Tomatoes, o filme possui um índice de aprovação de 72%, com base em 159 avaliações e uma classificação média de 7/10. O site de consenso crítico o resumiu como "Bem atuado e agradável de se assistir, Nocturnal Animals  ressalta ainda mais a visão e a habilidade narrativa do escritor-diretor Tom Ford." No Metacritic, o filme tem uma classificação de 67 de 100, baseado em 45 críticas, indicando "generally favorable reviews" (críticas geralmente favoráveis).
Owen Gleiberman, escritor da Variety, elogiou o filme, afirmando que "O filme é outro vencedor desde o primeiro filme de Tom Ford, A Single Man." As performances de Gyllenhaal, Adams, Shannon e Taylor-Johnson também foram elogiadas. Geoffrey Macnab do The Independent classificou o filme com cinco estrelas, elogiando as atuações e a direção e afirmou que "Nocturnal Animals é extraordinariamente hábil no romantismo sombrio. É um filme que facilmente poderia ter deslizado em extrema pretensão, mas nunca colocou um pé errado."

### Prêmios e indicações
| Premiações                                        | Premiações              | Premiações                            | Premiações           | Premiações | Premiações |
| Prêmio                                            | Data da cerimônia       | Categoria                             | Receptor             | Resultado  | Ref(s)     |
| ------------------------------------------------- | ----------------------- | ------------------------------------- | -------------------- | ---------- | ---------- |
| academy awards                                    | 26 de fevereiro de 2017 | melhor ator coadjuvante               | Michael Shannon      | indicado   |            |
| Critics' Choice Awards                            | 11 de dezembro de 2016  | Melhor ator coadjuvante               | Michael Shannon      | Indicado   | [ 29 ]     |
| Critics' Choice Awards                            | 11 de dezembro de 2016  | Melhor roteiro adaptado               | Tom Ford             | Indicado   | [ 29 ]     |
| Critics' Choice Awards                            | 11 de dezembro de 2016  | Melhor cinematografia                 | Seamus McGarvey      | Indicado   | [ 29 ]     |
| Hollywood Film Awards                             | 6 de novembro de 2016   | Hollywood Breakthrough Director Award | Tom Ford             | Venceu     | [ 30 ]     |
| Festival Internacional de Cinema de Santa Barbara | 4 de fevereiro de 2017  | Virtuosos Award                       | Aaron Taylor-Johnson | Venceu     | [ 31 ]     |
| Satellite Awards                                  | 19 de fevereiro de 2017 | Melhor filme                          | Animais Noturnos     | Indicado   | [ 32 ]     |
| Satellite Awards                                  | 19 de fevereiro de 2017 | Melhor diretor                        | Tom Ford             | Indicado   | [ 32 ]     |
| Satellite Awards                                  | 19 de fevereiro de 2017 | Melhor atriz                          | Amy Adams            | Indicado   | [ 32 ]     |
| Festival de Veneza                                | 10 de setembro de 2016  | Grand Jury Prize                      | Tom Ford             | Venceu     | [ 7 ]      |
| Festival de Veneza                                | 10 de setembro de 2016  | Leão de Ouro                          | Tom Ford             | Indicado   | [ 7 ]      |